# Бирдмор WD.II
Бирдмор WD.II (енгл. Beardmore WD.II) је ловачки авион направљен у Уједињеном Краљевству. Авион је први пут полетео 1917. године. 

Највећа брзина авиона при хоризонталном лету је износила 193 km/h.
Распон крила авиона је био 10,6 метара, а дужина трупа 8,18 метара. Празан авион је имао масу од 800 килограма. Нормална полетна маса износила је око 1202 килограма.

## Наоружање
| Наоружање авиона: Бирдмор      |                                       |
| Ватрено (стрељачко) наоружање  |                                       |
| Топ                            |                                       |
| Митраљез                       |                                       |
| Број и ознака митраљеза        | 2 Викерс и 1 Луис на окретници позади |
| Калибар                        | 7,7                                   |
| Бомбардерско наоружање (бомбе) |                                       |
| Ракетно наоружање (ракете)     |                                       |